# Варенье из лепестков роз

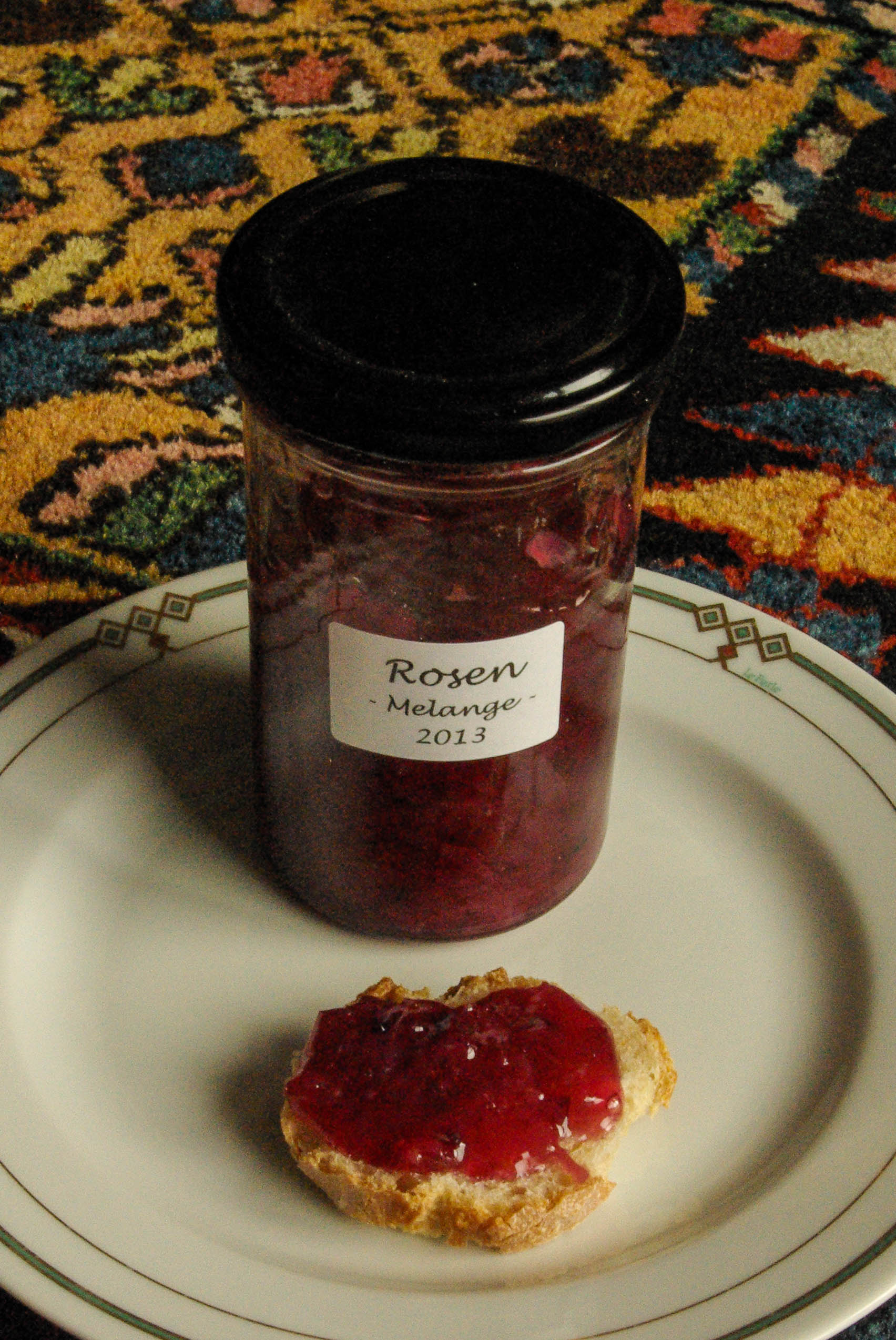
Варенье из лепестков роз

Варенье из розовых лепестков — вид десерта, получаемый варкой лепестков розовых или красных роз с сахаром. Распространено в восточных странах, часто встречается в Европе (Франции, Италии, Португалии), в Турции называется «гюльбешекер».
Для кулинарного использования особенно подходят Rosa ×damascena, Rosa gallica, Rosa ×alba, Rosa ×centifolia, могут использоваться шиповник морщинистый, шиповник коричный и другие виды.
Для приготовления варенья срезают нижнюю белую часть лепестков, удаляют засохшие, отделяют пыльцу встряхиванием и просеиванием через сито. Подготовленные лепестки промывают в холодной воде. Из лепестков, воды и сахара варят сироп, в который для сохранения натурального цвета и во избежание засахаривания добавляют лимонную кислоту или лимонный сок. Вместо сахара может быть использован сорбитол.
Пищевая ценность варенья из розовых лепестков, содержание в нём витаминов и пр. зависят от рецепта, вида розы, лепестки которой были использованы, условий её выращивания и прочих факторов. Так, для варенья из свежих лепестков Rosa gallica var. aegyptiaca с 40 % сахара калорийность составила 452,38 ккал на 100 г сухого веса, содержание белка 11,86 %, жиров 15,50 %, углеводов 66,36 %.
Варенье из лепестков розы с 40 % сахара или 40 % сорбитола рекомендуется для низкокалорийной диеты больных диабетом.